# Ејселмер
Ејселмер (хол. IJsselmeer), познато и као Зојдерско језеро, је најважније језеро Холандије. Оно највећим делом одговара некадашњем Зојдерзеу, који је био залив Северног мора.
У древној прошлости овде је постојало језеро кога су Римљани звали Lacus Flevo. У 13. веку језеро је пробило дине које су повезивале Фризијска острва и тако га одвајале од мора. Тако је и будући град Амстердам добио пролаз ка мору.
Овај залив је претворен у слатководно језеро 1932. изградњом 32 километра дугачке бране Асфлуитдејк. Тиме је језеро Ејселмер одвојено од Ваденовог мора. Године 1975. језеро је поново преграђено и од његовог јужног дела је настало ново језеро Маркермер. Првобитни пројекат инжињера Корнелиса Лелија предвиђао је да се и ово подручје североисточно од Амстердама исуши.
Језеро је добило име по својој највећој притоци, реци Ејсел.
У подручју језера Ејселмер конструисани су бројни полдери, од којих су највећи Флевополдер и Нордостполдер. Од Флевополдера је 1986. формирана нова холандска провинција Флеволанд. Језеро служи као резервоар пијаће воде и извор воде за пољопривреду.